# Giacomo Calvano
Giacomo Calvano (Padova, metà XV secolo – Napoli o Siena, inizi secolo XVI) è stato un pittore italiano.
Fu, secondo una tradizione non verificata, allievo di Andrea Mantegna a Padova. Tra il 1487 e il 1489 fu a Napoli dove per il Duca di Calabria realizzò gli affreschi della Villa della Duchessa. Fu probabilmente terziario francescano e baccellario in Sacra Teologia nel 1463 e padre di Pietro Giovanni Calvano, nato a Siena, che si trasferì poi a Sassari attorno al 1530, divenendo uno dei protagonisti della scuola manierista sviluppatasi sotto la guida di Giovanni del Giglio.